# María Jesús Montero Cuadrado
María Jesús Montero Cuadrado   (Sevilla, 4 de febrer de 1966) és una política espanyola, actual ministra d'Hisenda del Govern d'Espanya i vicepresidenta primera del Govern.

## Biografia
Llicenciada en Medicina i Cirurgia per la Universitat de Sevilla, i tècnic de Funció Administrativa d'Hospitals. Ha ocupat diversos llocs de responsabilitat al llarg de la seva trajectòria professional, fonamentalment lligats a l'especialització de la gestió sanitària.
Des del 9 de setembre de 2013 és consellera d'Hisenda i Administració Pública de la Junta d'Andalusia. Al capdavant d'aquest departament ha elaborat i aprovat cinc pressupostos sense tenir majoria absoluta al Parlament, un amb Esquerra Unida i quatre amb Ciutadans. Andalusia és actualment una de les poques comunitats que compleix amb les regles d'estabilitat pressupostària i sostenibilitat financera (objectiu de dèficit, deute i regla de despesa), a més de convertir-se en la comunitat de règim comú que abans paga als seus proveïdors. Igualment, en aquests anys s'han impulsat importants avenços normatius en l'àmbit de la Tresoreria, com el decret de garanties de temps de pagament, amb el qual la Junta d'Andalusia es va autoimposar reduir a tan sols 20 dies el temps màxim de pagament en sectors prioritaris com la sanitat, l'educació i els Serveis Socials.
A l'àrea d'empleats públics, en aquests anys s'han aprovat molts acords sindicals per tornar progressivament els drets a aquest col·lectiu, avançat així mateix en mesures de conciliació laboral, personal i familiar.
Durant la seva gestió al capdavant de la Conselleria de Salut, s'han regulat nous drets sanitaris com la segona opinió mèdica, segona opinió, l'accés al diagnòstic genètic preimplantatori, diagnòstic genètic preimplantatori el consell genètic o la mort digna.
En aliança amb altres institucions i el sector empresarial, també s'ha impulsat la investigació biomèdica, a través d'una xarxa de centres com el Centre andalús de biologia molecular i medicina regenerativa (CABIMER), l'Institut de Biomedicina de Sevilla (IBIS), el centre de genòmica i investigació oncològica (GENYO) o el centre d'excel·lència d'investigació de medicaments innovadors (MEDINA).
Entre setembre de 2002 i abril de 2004 va ostentar el càrrec de vice-consellera de Salut de la Junta d'Andalusia, després del que va ser nomenada titular de la Conselleria de Salut, responsabilitat que va exercir fins al maig de 2012, data des de la qual assumeix la cartera de Salut i Benestar Social.
Al marge de la seva trajectòria en l'àmbit sanitari, María Jesús Montero va ser presidenta de la Comissió de Marginació del Consell de la Joventut d'Andalusia entre 1986 i 1988, i, posteriorment, secretària general del mateix fins a 1990.
És diputada socialista al Parlament d'Andalusia per la circumscripció electoral de Sevilla.

### Als governs de Pedro Sánchez
Montero va ser escollida per Pedro Sánchez per formar part del seu nou govern, resultant de la moció de censura presentada pel PSOE contra l'anterior govern de Mariano Rajoy (PP), i que va ser aprovada pel Congrés dels Diputats l'1 de juny de 2018. Montero és ministra d'Hisenda, i ha sigut portaveu del Govern espanyol.
Després de les eleccions generals espanyoles de 2023 fou nomenada vicepresidenta quarta, mantenint la cartera de Ministra d'Hisenda. Amb la sortida de Nadia Calviño del govern, Montero va ser ascendida a vicepresidenta primera del Govern Espanyol el desembre de 2023. Fou reprovada pel senat per no haver presentat proposta de pressupostos per a 2025, que critiqués l'absolució de Daniel Alves i el pacte de finançament singular per a Catalunya.

## Càrrecs exercits
- Viceconsellera de Salut de la Junta d'Andalusia (2002-2004).
- Consellera de Salut i Benestar Social de la Junta d'Andalusia (2004-2012).
- Diputada per Sevilla al Parlament d'Andalusia (2008-2018).
- Consellera de Salut de la Junta d'Andalusia (2012-2013).
- Consellera d'Hisenda i Administració Pública de la Junta d'Andalusia (2013-2018).
- Ministra d'Hisenda i Funció Pública (2018-)
- Vicepresidenta quarta del Govern d'Espanya (2023)
- Vicepresidenta primera del Govern d'Espanya (2023-)